# Pachycara alepidotum
Pachycara alepidotum är en fiskart som beskrevs av Anderson och Mincarone 2006. Pachycara alepidotum ingår i släktet Pachycara och familjen tånglakefiskar. Inga underarter finns listade i Catalogue of Life.